# Bumi Agung (Dempo Utara)
Bumi Agung is een bestuurslaag in het regentschap Pagar Alam van de provincie Zuid-Sumatra, Indonesië. Bumi Agung telt 3136 inwoners (volkstelling 2010).